# Patriotas Boyacá
Patriotas Boyacá, o simplemente Patriotas, es un club de fútbol colombiano de la ciudad de Tunja en el  departamento de Boyacá. A partir de la temporada 2025 y después de 1 año en la Categoría Primera A, militará en la Segunda División del fútbol profesional colombiano tras un año en la Primera A.
En el año 2011 logró el ascenso a la Categoría Primera A, luego de ser subcampeón del año en la Primera B y vencer en la serie de promoción, al histórico club América de Cali.
Su sede está en la ciudad de Tunja con oficinas en el Barrio Remansos de la Sabana en valle nororiental de la ciudad y sede deportiva en el Estadio La Independencia.
Tiene una rivalidad con Boyacá Chicó conocida como el Clásico de la Ruana.

## Historia

### En el Torneo de Ascenso (2003-2011)
En el 2003, el entonces gobernador de Boyacá, Miguel Ángel Bermúdez, junto al director de Coldeportes, Jorge Armando García Vargas, y el dueño de la cadena de ferreterías G&J, Óscar Ramírez crearon el club Patriotas G&J. El técnico en ese año fue Álvaro de Jesús Gómez. El club boyacense llegó a los cuadrangulares semifinales de la Temporada 2003, siendo eliminado por Bogotá Chicó. El equipo ajedrezado a la postre se consagró campeón de la Copa Águila ante Pumas de Casanare, ganando el ascenso a la Categoría Primera A del Fútbol Profesional Colombiano.
Al año siguiente, en la Temporada 2004, avanza de nuevo hasta las semifinales, siendo último del grupo A.
En la Temporada 2005 Patriotas Fútbol Club, que tuvo un convenio de jugadores con Independiente Santa Fe, fue el segundo mejor equipo de la tabla general del año en la Primera B, siendo superado únicamente por diferencia de goles por el Cúcuta Deportivo.
La campaña del 2005 de Patriotas Boyacá superó en cifras y en optimismo las de los dos años anteriores. El equipo no perdió ni un solo partido en el Estadio La Independencia, cediendo tan solo 4 empates en los 20 partidos que disputó como local; incluso se lograron dos goleadas históricas, una 9 por 0 ante Alianza Petrolera y otra 5 por 0 ante Pumas de Casanare; todo esto hizo pensar en una final y un posible título. Pero, en el último juego del cuadrangular Grupo B, Patriotas cayó 2 por 1 frente  al Valledupar F.C,con lo que el tiquete a la final se lo llevó el equipo de Bajo Cauca. por tener un punto más.
En la Temporada 2006, con el cambio de sistema del campeonato en la Primera B, los 18 equipos se dividieron en dos grupos de nueve, clasificando los dos primeros a un cuadrangular final. En los torneos Apertura y Clausura, Patriotas no logró acceder a la instancia definitiva.
En la Temporada 2007 se jugó diferente el torneo, dando la oportunidad a ocho equipos de clasificar a los cuadrangulares semifinales. En el Apertura, Patriotas clasificó, aunque quedó tercero de su grupo. Para el torneo finalización, Patriotas clasificó una vez más, pero los dirigidos por Juan Carlos Grueso se quedaron fuera de la final siendo últimos de su grupo.
En la Temporada 2008 en la Copa Premier en el Apertura queda eliminado quedando quinto de su zona y en el Finalización clasifica a los cuadrangulares pero queda eliminado, el primero de su grupo es Real Cartagena que queda campeón del Torneo Finalización y en la gran final asciende y regresa a la Primera A ganándole al equipo Deportivo Rionegro; queda tercero del Grupo A detrás de Academia y superando al Depor FC.
En la Temporada 2009 el argentino Mario Vanemerak asume la dirección técnica del equipo, pero después de trece partidos y una buena campaña con el equipo de Tunja, decidió renunciar por diferencias con el presidente del club, Luis Humberto Montejo. Su reemplazo fue Eduardo Julián Retat, que no pudo clasificar al equipo a la final del Torneo Apertura quedando tercero del Grupo B siendo superado por Itagüí Ditaires y Expreso Rojo de Zipaquirá y solamente superando al Unión Magdalena, en esta fase hizo seis puntos y después ni a los cuadrangulares del Finalización clasificó quedando quinto del Grupo A con 24 puntos.
Para la Temporada 2010 en el inicio del torneo Postobón asumió como entrenador Orlando Restrepo que se iría antes de terminar el primer semestre por falta de resultados y asumiría el cargo el estratega Carlos Mario Hoyos, debutando con un triunfo por la mínima diferencia frente al Atlético de la Sabana en calidad de visitante. El equipo terminó en la cuarta posición de la Fase todos contra todos en una destacable campaña donde incluso llegó a liderar por varias fechas el campeonato.
Después de culminar muy bien la campaña del todos contra todos, con una victoria sobre el Atlético Bucaramanga por tres goles a dos con goles de Humberto Marquínez, Erwin Carrillo y Edgar Ramos. Clasificó en el Grupo B junto a Deportivo Pasto, Bogotá F. C. y Atlético Bucaramanga. Patriotas empezaría ganando como visitante al Deportivo Pasto con gol de Edgar Ramos en la primera fecha, para la segunda perdió con el Bogotá F. C. de local tres goles a dos, y finalizando la primera vuelta le ganó por la mínima diferencia al Atlético Bucaramanga con gol de Erwin Carrillo. Ya en la segunda vuelta visitó al Atlético Bucaramanga, sacando un valioso triunfo de visitante tres goles a dos, con goles de John Pajoy, Erwin Carrillo y Wilson Galeano. Para la quinta fecha empató con el Bogotá F. C. en el Estadio Alfonso López Pumarejo de Bogotá, y en la última en la definición directa con el Deportivo Pasto, perdió dos goles por uno en su propio estadio y quedó relegado al tercer puesto del cuadrangular con diez puntos eliminado y dando el tiquete a la Gran Final al Deportivo Pasto. Al término de la campaña, el técnico Carlos Mario Hoyos deja al equipo para dirigir al campeón Itagüí Ditaires en la Primera A.

### 2011: El año del ascenso

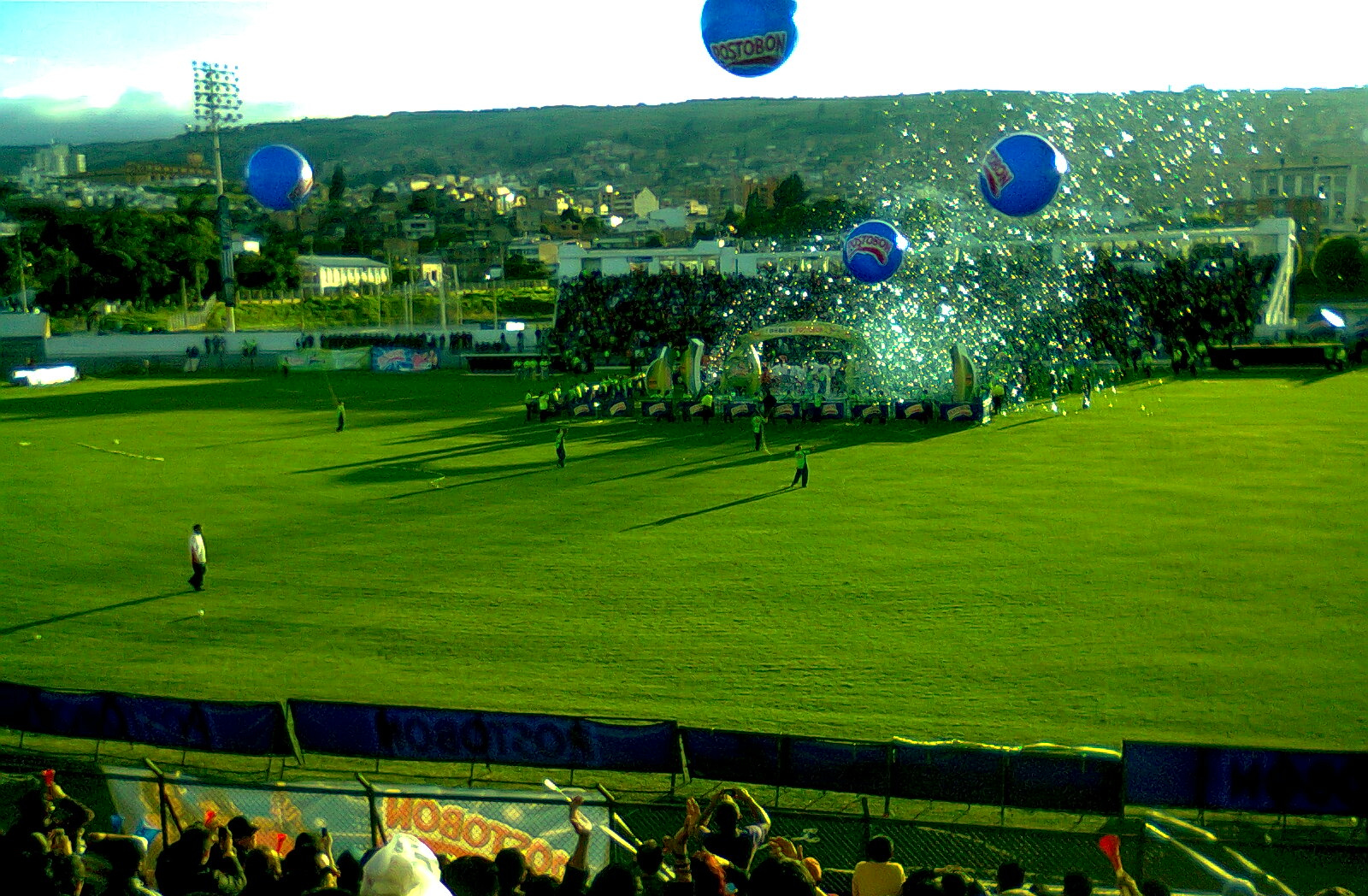
Patriotas Boyacá celebrando el título del Torneo Postobon 2011-I

Empezando la Temporada 2011  llegó a la dirección técnica Miguel Augusto Prince. También varios jugadores importantes como José Largacha, Yuberney Franco, Wilson Lozada y Elkin Amador entre otros como refuerzos para el club. Patriotas terminó la fase todos contra todos en la quinta ubicación lo que le dio paso a los cuartos del final del Primer Semestre o Torneo Apertura, enfrentándose en dicha instancia al Academia de Bogotá. El partido de ida se jugó en el Estadio de La Independencia donde el conjunto boyacense perdería por la mínima diferencia, contra los bogotanos pero en la vuelta jugada en el Estadio de Compensar el ganador sería Patriotas por un marcador de dos por cero con goles de Yuberney Franco y Humberto Marquínez. En semifinales se enfrentó al Valledupar Fútbol Club que venía de eliminar al Deportivo Pasto que se había situado primero en la fase regular. El primer partido se jugó en Valledupar donde Patriotas se llevó el triunfo con gol de Wilson Lozada de tiro libre, ya en Tunja los de Boyacá asegurarían su paso a la final del campeonato ganando nuevamente por la mínima diferencia pero esta vez con gol de José Largacha. En dicha final su rival fue el Cortuluá del Valle del Cauca que venía de derrotar al Pacífico F. C.. El primer partido se jugó en el Estadio Doce de Octubre de la ciudad de Tuluá donde el encuentro finalizó empatado a cero goles, y el de vuelta se jugó en Tunja donde tampoco hubo goles, lo que obligó a los tiros desde el punto penal donde Patriotas se impuso 5-4 luego que Michael Ordóñez fallara su cobro y el guardameta Carlos Chávez anotara el tiro definitivo. De esta forma, Patriotas clasificó a la final del campeonato.
En el segundo semestre o Torneo Finalización queda en la posición 15 con 18 puntos y cuarto de la Tabla de Reclasificación con 61 puntos.
En la serie final, Patriotas Boyacá se enfrentó con el mejor equipo del año, Deportivo Pasto, empatando en el global 1-1, tras ganar 1-0 en la ida y perder por idéntico marcador en la vuelta. Finalmente, en la serie desde el punto penal ganó el equipo pastuso 2-0. De esta forma, Patriotas Boyacá quedó subcampeón de la temporada 2011 de la Primera B, pero aún con una oportunidad para lograr el Ascenso, enfrentando en la serie de promoción al penúltimo de la tabla de promedio para el descenso, el histórico América de Cali, 13 veces campeón de la Primera A y cuatro veces subcampeón de la Copa Libertadores de América. De nuevo, ambos partidos de la serie finalizaron empatados a un gol, pero en el Estadio Olímpico Pascual Guerrero, en los tiros desde el punto penal, Patriotas logró el ascenso. convirtiéndose Patriotas en el primer equipo que asciende en disputa de la serie de promoción.
El Equipo Boyacense logró el ascenso a la Categoría Primera A después de dieciocho años (18) desde 1993 con la creación del equipo Lanceros Boyacá que duró de (1993 a 2000) en la Categoría Primera B y Patriotas Boyacá de (2003 a 2011) aunque la lucha del Fútbol Boyacense por tener un equipo propio en la Primera división duró más de cuarenta años empezó en 1968 con Unión Sogamoso, después Unión Boyacá y Aguardiente Líder en la década de 1980 que competían en segunda división pero sin ninguna posibilidad de ascender.

### En la Primera División
De la temporada 2012 a la temporada 2015 luchó por clasificar a los cuadrangulares de la Liga Postobón pero no lo consiguió aunque, por sus buenos resultados, evitó descender a la Categoría Primera B o jugar la Serie de Promoción.
En el Torneo Finalización 2016 logró clasificar a los cuartos de final de la Liga Águila donde quedó eliminado por el Deportes Tolima, pero logró clasificar a la Copa Sudamericana 2017 por Reclasificación de la Temporada 2016, en el Torneo Apertura 2018 logró por segunda vez clasificar a  cuartos de final en donde quedó eliminado por el Atlético Huila.
Un hecho histórico del club fue haberle quitado el invicto de 29 fechas a Atlético Nacional (el más largo de un equipo colombiano, contando amistosos, partidos de reserva, entre otros) en el Torneo Finalización 2013.

### 2022: Primer descenso a la segunda división tras haber durado diez años en Primera División
El equipo Lancero arrancaría de manera muy nefasta una campaña en la temporada 2022 cayendo derrotado en numerosas veces, dejándose superar por Unión Magdalena, Alianza Petrolera y los equipos que le seguían en la tabla del descenso, hubo partidos donde se tuvo que cambiar de técnico varias veces, para el partido contra Millonarios en Bogotá quedando 0-0 en el Torneo Finalización del 2022 éste sentenciaría su primer descenso a segunda división tras haber salvado de descender numerosas veces y haber durado 10 años en la máxima categoría, el equipo jugará la Primera B para el 2023.

### 2023: El año del regreso a la Primera División
El equipo Lancero tras su retorno a la Primera B en 2023, de la mano de los entrenadores Juan David Niño y Jonathan Risueño arrancaron firme su campaña donde consiguió llegar a la final ante Llaneros un 23 de junio de 2023, cuyo resultado lo clasificó a la Gran Final del Año consiguiendo mantener la serie a favor en Villavicencio, para el segundo semestre, el 28 de noviembre de 2023 en la Gran Final, después de haber ganado la ida en Tunja 3-1, y tras perder la vuelta 1-0 frente a Fortaleza en Techo, y de mantener la serie a favor (2-3) el equipo Libertador consigue por segunda vez consecutiva su ascenso a la Primera A para la temporada del 2024.

### En Copa Colombia
En Copa Colombia ha tenido buenas participaciones. Para destacar está la de 2011, cuando llegó hasta cuartos de final siendo primero del Grupo C y el equipo que más puntos hizo en la fase de grupos siendo aún parte del torneo de ascenso; quedó eliminado por su rival de patio, el Boyacá Chicó. En 2014  llegó a semifinales, dejando en octavos de final a La Equidad y en cuartos de final a Once Caldas; luego fue eliminado por Deportes Tolima, que quedó campeón de esta competición. En 2015 llegó hasta octavos de final, donde quedó eliminado por Deportes Tolima. En 2016 llegó a cuartos de final, siendo eliminado por Atlético Nacional, que fue el campeón de esta copa. En 2017, siendo primero del Grupo F, llegó hasta semifinales, dejando en octavos de final a Unión Magdalena y en cuartos de final a Atlético Nacional, quedando después eliminado por Junior de Barranquilla, que luego terminó siendo campeón. En 2018 eliminó en la tercera fase preliminar al Deportes Tolima y luego quedó eliminado en octavos de final por el Atlético Nacional que quedó campeón. En 2021 llegó hasta octavos de final, donde fue eliminado por Atlético Nacional.

### 2024: Segundo descenso consecutivo
Arrancó y terminó mal quedó en el último puesto del Torneo Apertura 2024, solo sumó quince puntos en diecinueve partidos.
Para el Torneo Finalización 2024 mejoró poco ya que ganó frente al Deportes Tolima 2-1 pero descendió el 10 de noviembre de 2024 ocupando el último puesto en la  Tabla del descenso 2024.

## Símbolos

### Historia y evolución del escudo

Bandera de Boyacá, inspiradora de los colores del equipo.

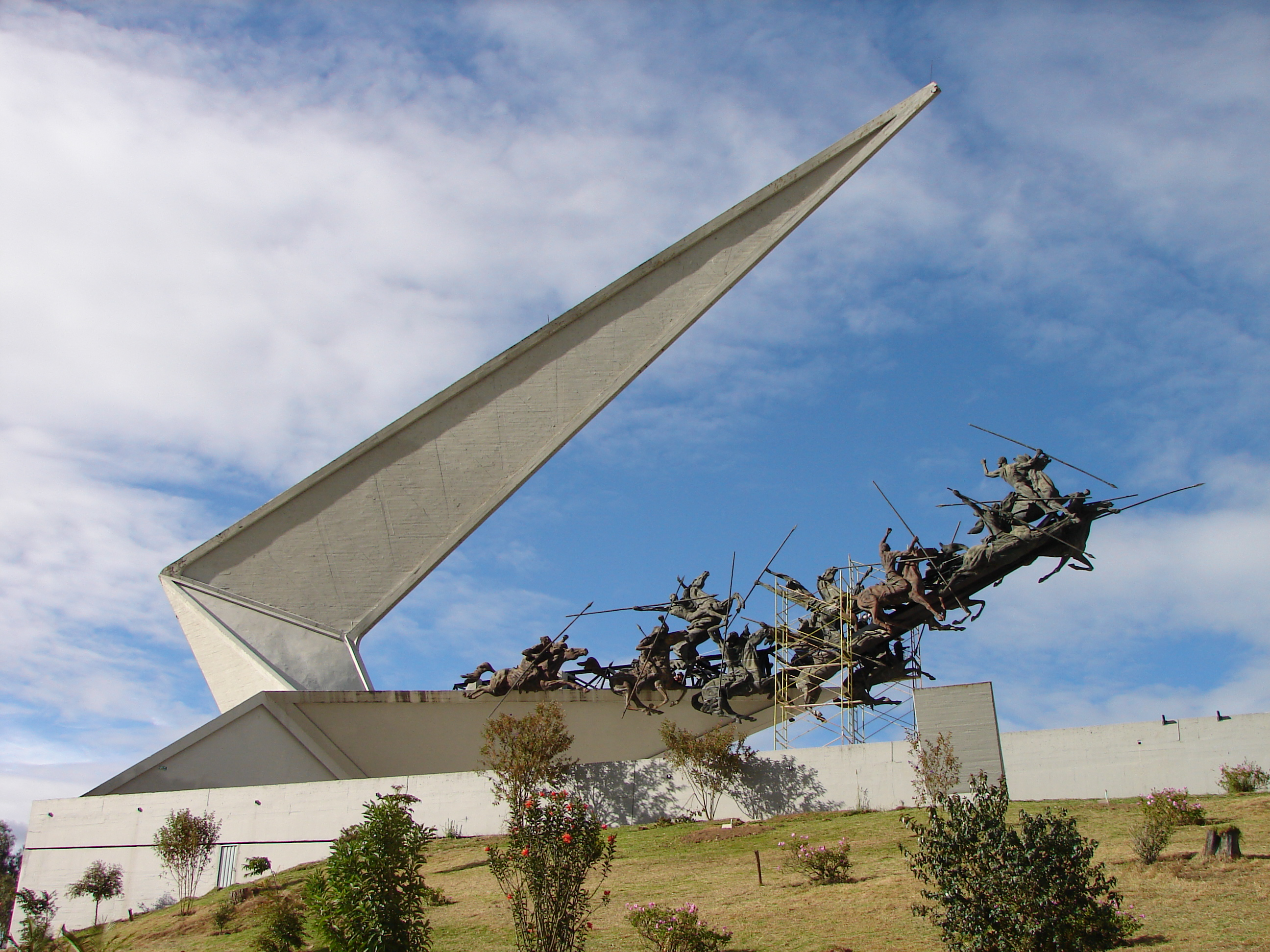
La silueta del ''Monumento a los Lanceros'' aparece en el escudo de Patriotas Boyacá.

El escudo de Patriotas Boyacá ha tenido cuatro variaciones a lo largo de la historia.
El primer logo del año 2003 estaba formado por un escudo que recordaba algo un blasón inglés de arco tudor aunque con la terminación en línea recta y no en curva; el borde del escudo era azul y el campo se teñía de rojo. Sobre el escudo se sobreponía una cinta amarilla cruzada ascendente en donde se escribía la palabra PATRIOTAS. A modo de timbre aparecían los colores básicos de la bandera de Boyacá enmarcados en un borde azul; superpuesta a la bandera aparecía un círculo también azul y al interior de este aparecía una estrella amarilla, detrás de dicho círculo aparecía la mitad de un balón de fútbol. Finalmente, coronando todo el conjunto a modo de cimera figuraba un águila, posiblemente un águila real de cabeza blanca y detrás de ella se enarbolaban dos banderines, uno de color azul y blanco y otro de color rojo y blanco.
El segundo logo del año 2007 fue una adaptación del primero en cuanto a la forma, variando solo en cuanto a los colores y algunos elementos; el borde del escudo ahora era verde mientras el campo aún se teñía de rojo. A la cinta amarilla cruzada ascendente se añadieron unos ribetes verdes, y ahora se escribía PATRIOTAS F. C.. La franja en la que aparecían los colores de la bandera de Boyacá también se enmarca en un borde verde y se alargó hacia los costados; el círculo azul y la estrella desaparecieron y en su lugar fue colocada la figura completa de un balón de fútbol. El águila continuó sin cambios, pero las banderas que ondeaban tras ella ahora lucían los colores de la bandera boyacense,este escudo volvió a estar de 2012 hasta 2014.
Un nuevo cambio del escudo se presentó en el año 2009. El escudo es de cinco puntas y en él están representados los colores de la bandera de Boyacá, el rojo que representa principalmente la fortaleza, la osadía y el valor, el verde la esperanza y la fe y el blanco, la honestidad y la paz. En el centro se encuentra una figura ecuestre rampante que representa a un soldado patriota, figura que rinde honor a los hombres que colaboraron y lograron la libertad de Colombia en la denominada Campaña Libertadora. Al fondo del soldado se encuentra un balón haciendo referencia al fútbol. En la parte inferior se encuentra la hoja de roble, que está ubicada en el centro de la bandera del departamento y es otro símbolo en el escudo de la escuadra roja.
El escudo actual, en uso desde el 2015, se compone de cinco figuras semi romboides, de fuera hacia dentro cada figura lleva los colores negro, rojo, verde y blanco. Al interior de dichas figuras se encuentra un campo rojo sobre el cual aparece la silueta del monumento a los lanceros del Pantano de Vargas y escrita la palabra PATRIOTAS. En su momento el escudo causó gran polémica por ser en su estilo idéntico al del club de fútbol Colorado Rapids.

### Himno
El himno o canción de Patriotas Boyacá es "Boyacá te queremos, te queremos ver Campeón".

## Indumentaria
- Uniforme titular: Camiseta, pantaloneta y medias rojas.
- Uniforme alternativo: Camiseta, pantaloneta y medias blancas.

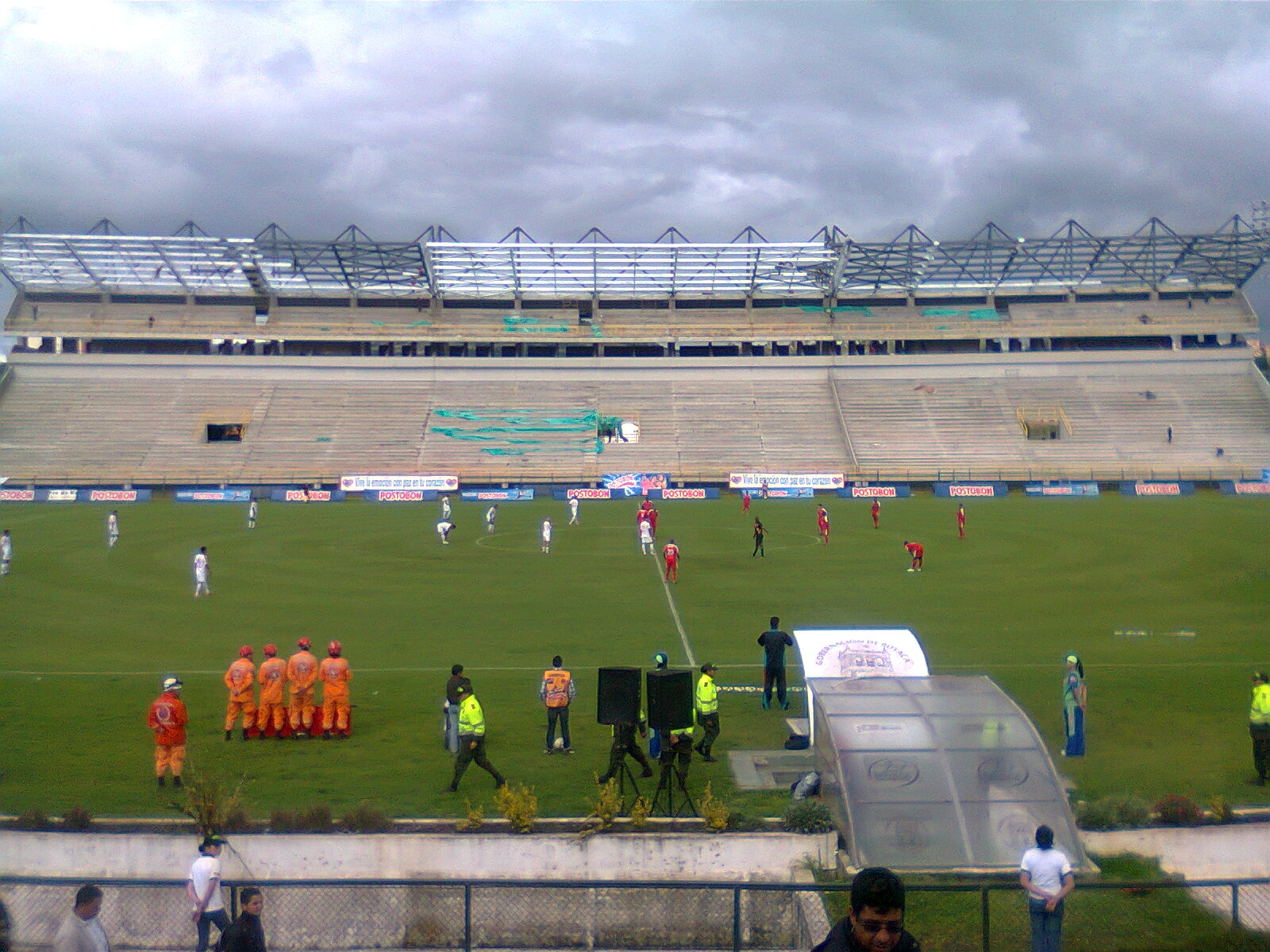
Partido entre Patriotas Boyacá y Academia en el Estadio de La Independencia.

| Periodo del acuerdo | Proveedor deportivo oficial |
| ------------------- | --------------------------- |
| 2011 - I            | Golty                       |
| 2011 - II           | Keuka                       |
| 2012                | FSS                         |
| 2012                | Peak                        |
| 2013-2014           | Walon                       |
| 2015–2018           | Kimo                        |
| 2019                | Attlé Deportes              |
| 2020-2021           | Anfe                        |
| 2021-2022           | Vitole                      |
| 2022                |                             |
| 2023-I              | Boman Sport                 |
| 2023-II - Presente  | Kimo                        |

### Evolución de uniforme

#### Uniforme local
| 2013 | 2014 | 2015 - 2017 | 2018 | 2019 | 2020 | 2021-I | 2021-II |

| 2022-I | 2022-II | 2024-I | 2024-II |

#### Uniforme visitante
| 2013 | 2014 | 2015 - 2017 | 2018 | 2019 | 2020 | 2021 | 2022-I |

| 2022-II | 2024-I | 2024-II |

#### Tercer uniforme
| 2013 | 2014 | 2015 - 2017 | 2018 | 2019 | 2020 | 2021 | 2022-I |

| 2022-II | 2024-I | 2024-II |

## Estadio
Se encuentra ubicado en la Villa Olímpica al norte de la ciudad de Tunja. Cuenta con una capacidad para 20.000 espectadores.
El Estadio La Independencia de Tunja fue remodelado para el año 2000 por motivo de los juegos Deportivos Departamentales Nacionales, tuvo que empezar a remodelarse y construirse debido a que su rival de patio Boyacá Chicó quedó campeón del Torneo Apertura 2008 en la Categoría Primera A y debido a esto a la participación en la Copa Libertadores 2009, en la fase de grupos enfrentaría a los equipos de Gremio, Universidad de Chile y Aurora.
En el año 2017 debido a la participación de Patriotas Boyacá en la Copa Sudamericana en el Estadio La Independencia se instalaron sillas en la tribuna Oriental y Occidental, se pintaron las tribunas Norte y Sur, fue mejorado en algo el sistema de iluminación.

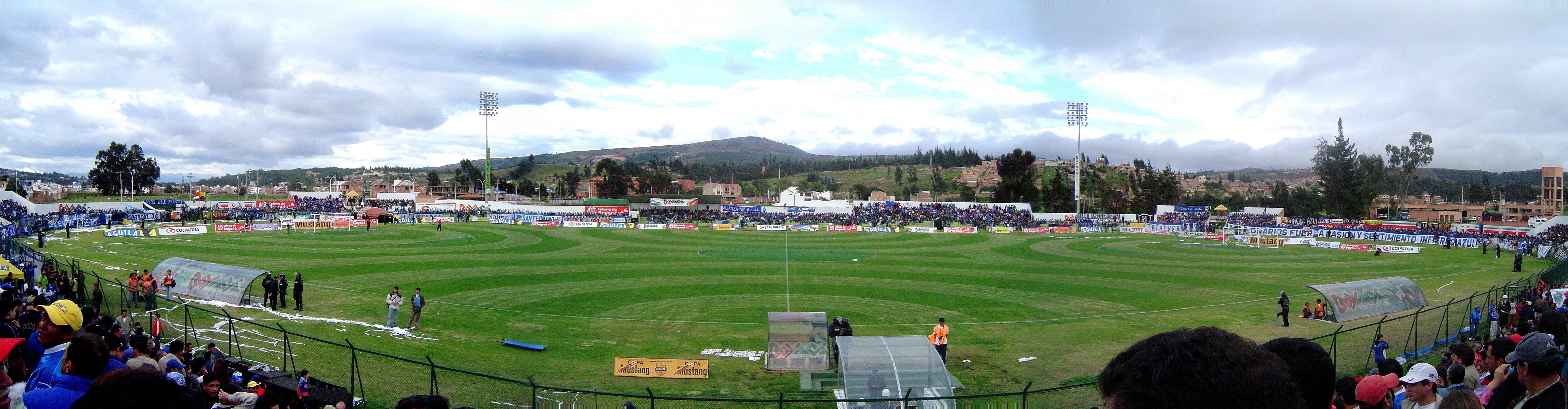
Panorámica del Estadio de La Independencia.
Domingo 16 de abril de 2006

El club pretende mudar su sede principal al Estadio Olímpico El Sol o Radamel Falcao Garcia del municipio de Sogamoso, Boyacá en 2026, el cual contará con una capacidad para 5200 espectadores.

## Datos del club
- Puesto histórico: 24.º
- Temporadas en Primera A : 23 (2012-2022, 2024).
- Mejor puesto: 7.º (2018-I).
- Peor puesto: 18.º (2013-I).
- Temporadas en Primera B : 11 (2003-2011, 2023, 2025).
- Mejor puesto: 1.º Campeón (2023).
- Peor puesto: 10°(2008 y 2009).
- Temporadas en Copa Colombia : 15 (2008-presente).
- Mejor puesto: 4° (2014 y 2017).
- Peor puesto: 36° (2008).
- Participaciones en Copa Sudamericana: 1 (2017).
- Mejores goleadas a favor:
  - En Primera División:
    - 4-0 a Jaguares, el 27 de agosto de 2018.[227]
    - 4-1 a Cortuluá, el 22 de julio de 2016.[228][229]
    - 1-3 al Once Caldas, el 9 de agosto de 2015.[230][231]
    - 3-0 al Cúcuta Deportivo, el 10 de febrero de 2015.[232][233]
    - 3-0 al Deportivo Pasto, el 18 de julio de 2014.[234]
    - 3-0 al Deportes Quindío, el 1 de septiembre de 2013.[235][236][237]
    - 3-0 al Envigado F.C., el 16 de agosto de 2019.[238][239]
    - 3-0 a Tigres F.C., el 18 de febrero de 2017.[240][241]

  - En Segunda División: 
    - 9-0 a Alianza Petrolera, el 17 de septiembre de 2005.
    - 6-0 a Real Sincelejo, el 17 de julio de 2004.[242]
    - 6-1 al Depor Aguablanca, el 7 de mayo de 2011.[243][244]
    - 5-0 a Pumas de Casanare, el 19 de noviembre de 2005.[245]
    - 5-0 a Centauros Villavicencio, el 8 de septiembre de 2010.[246]
    - 5-0 con Real Sincelejo, el 27 de julio de 2003.[247]

  - En Copa Colombia:
    - 5-0 al Real Santander, el 24 de abril de 2012.
    - 0-4 al Boyacá Chicó, el 13 de abril de 2017.[248]
    - 1-4 al Once Caldas, el 8 de octubre de 2014.[249][250]
- Peores goleadas en contra:
  - En Primera División:
    - 7-1 con Atlético Nacional, el 18 de abril de 2021.[251]
    - 5-0 con Deportivo Pasto, el 21 de febrero de 2017.[252]
    - 4-0 con Unión Magdalena, el 6 de abril de 2019.[253]
    - 4-0 con Atlético Nacional, el 18 de abril de 2019.
    - 4-0 con La Equidad, el 28 de octubre de 2018.
    - 4-0 con Junior de Barranquilla, el 17 de octubre de 2018.
    - 4-0 con Millonarios, el 29 de marzo de 2014.[254]
    - 4-1 con Millonarios, el 5 de mayo de 2013.
    - 4-1 con Atlético Huila, el 9 de agosto de 2014.
    - 0-3 con Deportivo Cali,el 7 de marzo de 2019.
    - 0-3 con Independiente Medellín, el 28 de septiembre de 2018.
    - 0-3 con Deportes Tolima, el 27 de enero de 2012.[255][256]
    - 3-0 con Águilas Doradas, el 8 de octubre de 2020.[257]

  - En Segunda División:
    - 6-0 con Bogotá F. C. el 19 de marzo de 2008.

  - En Copa Colombia:
    - 7-0 con Atlético Bucaramanga, el 9 de abril de 2008.
    - 6-0 con Once Caldas, el 30 de julio de 2025.[258][259]
- Jugador con más partidos:
  -  Leonardo Pico 162 partidos.
- Goleador histórico:
  -  Erwin Carrillo 35 goles.

### Participación en torneos internacionales
El 5 de abril de 2017 hizo su debut en torneos internacionales por la Copa Sudamericana ante Everton como visitante, en el cual perdió 1-0. En el partido de vuelta ganó en la tanda de penales 4-3, consiguiendo su paso a dieciseisavos de final ante Corinthians. El partido de ida fue el 28 de junio, donde empató 1-1 como local, y el partido de vuelta fue el 26 de julio, quedó 2-0 a favor de Corinthians, por lo que el equipo boyacense quedó eliminado por resultado final de 3-1.

## Jugadores

### Plantilla 2025-II
Nómina Patriotas Boyacá 2025-I
- Los equipos colombianos están limitados a tener en la plantilla un máximo de cuatro jugadores extranjeros. La lista incluye sólo la principal nacionalidad o nacionalidad deportiva de cada jugador.
- Para la temporada 2022 la Dimayor autorizó la inscripción de treinta (30) jugadores a los clubes,[281] de los cuales cinco (5) deben ser categoría Sub-23.[282]
- Los jugadores de categoría sub-20 no son tenidos en cuenta en el conteo de los 35 inscritos ante Dimayor.

### Jugadores en selecciones nacionales
Nota: en negrita jugadores parte de la última convocatoria en sus respectivas selecciones.
| País                 | Categoría | Jugador(es)     |
| -------------------- | --------- | --------------- |
| Colombia             | Sub-23    | Andrés Alarcón  |
| República Dominicana | Absoluta  | Omar de la Cruz |
| República Dominicana | Sub-23    | Omar de la Cruz |

### Máximos goleadores y más presencias
| Máximos goleadores | Máximos goleadores | Máximos goleadores | Más partidos disputados | Más partidos disputados | Más partidos disputados |
| ------------------ | ------------------ | ------------------ | ----------------------- | ----------------------- | ----------------------- |
| 1.                 | Erwin Carrillo     | 35 goles           | 1.                      | Leonardo Pico           | 162 partidos            |
| 2.                 | Diego Álvarez      | 22 goles           | 2.                      | Larry Vásquez           | 157 partidos            |
| 3.                 | Marco Lazaga       | 21 goles           | 3.                      | Jhon Alex Cano          | 131 partidos            |
| 4.                 | Carlos Rentería    | 20 goles           | 4.                      | Raúl Loaiza             | 126 partidos            |
| 5.                 | Sergio Vianchá     | 20 goles           | 5.                      | Humberto Marquinez      | 118 partidos            |
| Ver lista completa | Ver lista completa | Ver lista completa | Ver lista completa      | Ver lista completa      | Ver lista completa      |

### Jugadores extranjeros por nacionalidades
Hasta la actualidad (2022) han sido 55 extranjeros los que han formado parte de la primera plantilla del Patriotas Boyacá.
- Nota: En negrita jugadores extranjeros actualmente bajo disciplina del club.

| Nacionalidad   | N.º | Jugadores |
| -------------- | --- | --- |
| Argentina      | 11  | Adriano Pagliacci, Juan Vogliotti, Sebastián Mellado, Lucas Martella, Gabriel Carabajal, Juan Casado, Silvio González, Kevin Genaro, Exequiel Benavídez, Omar Pérez y Ramiro Fergonzi.                                       |
| Armenia        | 1   | Wbeymar Angulo |
| Brasil         | 7   | Junior, Dodô, Diego Severino, Caio Milán, André Vieira, Elton Martins y Marcilio Silva. |
| Camerún        | 1   | Oyié Flavié. |
| Chile          | 1   | Eduardo Antonio Quiroz. |
| Costa Rica     | 1   | Gabriel Leiva. |
| Estados Unidos | 3   | Juan Guzmán, Kevin Rozo e Iván Luquetta |
| Francia        | 1   | Quentin Danloux. |
| Inglaterra     | 1   | George Saunders. |
| Israel         | 1   | Adam Ozeri |
| México         | 2   | Uvaldo Luna y Ulises Tavares. |
| Países Bajos   | 1   | Justin Dautzenberg. |
| Panamá         | 4   | Joel Solanilla, Luis Ovalle, Azmahar Ariano y Ángel Orelien. |
| Paraguay       | 2   | Víctor Cáceres y Marco Lazaga. |
| Suecia         | 1   | Kevin Aladesanmi |
| Uruguay        | 13  | Rodrigo Cubilla, Pablo Tourn, Maximiliano Brito, Jorge Ramírez, Junior Aliberti, Martín Icart, Daniel Gamarra, Horacio Peralta, José Tancredi, Francis D'Albenas, Juan Guillermo Castillo, Nicolás Vikonis y Álvaro Villete. |
| Venezuela      | 7   | Omar Uribe, José Barragán, Jilson Ortiz, Edgardo Rito, Francisco Carabalí, Carlos Ramírez y Leonardo Flores. |

## Entrenadores
| Nombre                  | Período     |
| ----------------------- | ----------- |
| Álvaro de Jesús Gómez   | 2003        |
| Álvaro Zuluaga          | 2004        |
| Harold Morales          | 2005 - 2006 |
| Epimenio Cristancho     | 2006        |
| Hernán Pacheco          | 2007        |
| Juan Carlos Grueso      | 2007 - 2008 |
| Nelson Abadía           | 2008        |
| Mario Vanemerak         | 2009        |
| Eduardo Julián Retat    | 2009        |
| Orlando Restrepo        | 2010        |
| Carlos Mario Hoyos      | 2010        |
| Miguel "Nano" Prince    | 2011 - 2012 |
| Eduardo Julián Retat    | 2012        |
| Arturo Reyes            | 2013        |
| Juan Carlos "Nene" Díaz | 2013        |
| Julio Comesaña          | 2013 - 2014 |
| Harold Rivera           | 2014 - 2016 |
| Diego Corredor          | 2016 - 2019 |

| Nombre                                         | Período     |
| ---------------------------------------------- | ----------- |
| Nelson Gómez                                   | 2019 - 2020 |
| Juan David Niño                                | 2020        |
| Abel Segovia                                   | 2020 - 2021 |
| Jhon Mario Ramírez                             | 2021        |
| Jorge Luis Bernal                              | 2021        |
| Juan David Niño                                | 2021 - 2022 |
| Arturo Boyacá                                  | 2022        |
| Cheche Hernández                               | 2022        |
| Carlos Giraldo(e)                              | 2022        |
| Juan Manuel López (e) Fabián Felipe Torres (e) | 2022        |
| Juan David Niño                                | 2023        |
| Jonathan Risueño                               | 2023        |
| Harold Rivera                                  | 2024        |
| Dayron Pérez                                   | 2024        |
| Jonathan Risueño                               | 2025        |

## Palmarés

### Torneos nacionales oficiales
| Competición nacional | Competición nacional | Títulos | Subcampeonatos |
| -------------------- | -------------------- | ------- | -------------- |
|                      |                      |         |                |
| Categoría Primera B  | 1                    | 2023.   | 2011. (1)      |

### Otros torneos nacionales
- Ganador del Torneo Apertura de la Primera B (2): 2011 y 2023.
- Segundo lugar del Torneo Apertura de la Primera B (1): 2025.

## Otras secciones deportivas

### Sección femenina
Patriotas Boyacá Femenino es un club de fútbol colombiano, que juega en la Liga Profesional Femenina de Fútbol de Colombia.
Su sede está en la ciudad de Tunja con oficinas en el Barrio Remansos de la Sabana en el valle nororiental y juegan en el Estadio La Independencia

## Área social y dimensión sociocultural

### Afición
El equipo aparte de jugar en el Estadio La Independencia de Tunja, también ha jugado en otros estadios del Departamento de Boyacá partidos amistosos y profesionales del torneo de Ascenso y Copa Colombia en estadios como el Olímpico El Sol de Sogamoso, Primero de septiembre de Chiquinquirá, Cacique de Tundama de Duitama donde también hay hinchas del equipo que le demuestran su apoyo y sentido de pertenencia.
La barra más popular del equipo es Aguante Sur Patriotas, que en la temporada 2013 marchó para exigir la renuncia de José Augusto Cadena y Arturo Reyes debido a los malos resultados deportivos en el Torneo Apertura 2013, quedando comprometido en la tabla del descenso para el Segundo Semestre de este año al no haber ganado ningún partido. Esta barra existe desde el año 2003 en la ciudad de Tunja.